# Forțele armate ale Cehiei

Armata Republicii Cehe (în cehă Armáda České republiky, AČR), cunoscută și sub numele de Armata Cehă sau Forțele Armate ale Cehiei, este serviciul militar responsabil pentru apărarea Republicii Cehe în conformitate cu obligațiile și tratatele internaționale privind apărarea colectivă. De asemenea, acesta este menit să sprijine operațiunile de menținere a păcii, de salvare și de ajutor umanitar atât pe teritoriul național, cât și în străinătate. Forțele armate sunt formate din Statul Major General, Forțele Terestre, Forțele Aeriene și unitățile de sprijin.
Ca și Forțele armate ale Slovacei, a apărut în 1993, în urma dizolvării Cehoslovaciei, când a fost desființată și împărțită Armata Cehoslovacă.

## Legături externe
- en  Ministry of Defence of the Czech Republic
- cs  Information Center about NATO